# Narval (1925)
Narval (Q118) – francuski oceaniczny okręt podwodny z okresu międzywojennego i II wojny światowej, czwarta zamówiona jednostka typu Requin. Okręt został zwodowany 9 maja 1925 roku w stoczni Arsenal de Cherbourg, a do służby w Marine nationale wszedł w lipcu 1926 roku. Podczas II wojny światowej jednostka pełniła służbę na Morzu Śródziemnym, od lipca 1940 roku w składzie marynarki Wolnych Francuzów. 15 grudnia 1940 roku okręt zatonął na minie u wybrzeży Tunezji.

## Projekt i budowa
„Narval” zamówiony został na podstawie programu rozbudowy floty francuskiej z 1922 roku. Projekt (o sygnaturze C4) był pierwszą od zakończenia wojny koncepcją francuskiego okrętu podwodnego, powstałą po analizie doświadczeń wojennych i eksploatacji ex-niemieckich jednostek otrzymanych w ramach reparacji wojennych. Okręt przeznaczony był do służby kolonialnej, działań na liniach komunikacyjnych potencjalnego przeciwnika i rozpoznania. Posiadał spory zasięg i dużą dopuszczalną głębokość zanurzenia; wadami była słaba manewrowość i zbyt mała prędkość osiągana na powierzchni. Konstruktorem okrętu był inż. Jean-Jacques Roquebert. 
„Narval” zbudowany został w Arsenale w Cherbourgu. Stępkę okrętu położono w 1923 roku, został zwodowany 9 maja 1925 roku, a do służby w Marine nationale przyjęto go w lipcu 1926 roku. Jednostka otrzymała numer burtowy Q118.

## Dane taktyczno–techniczne
„Narval” był dużym, oceanicznym okrętem podwodnym o konstrukcji dwukadłubowej. Długość całkowita wynosiła 78,5 metra, szerokość 6,84 metra i zanurzenie 5,1 metra. Wyporność standardowa w położeniu nawodnym wynosiła 947 ton (normalna 1150 ton), a w zanurzeniu 1441 ton. Okręt napędzany był na powierzchni przez dwa silniki wysokoprężne (Schneider lub Sulzer) o łącznej mocy 2900 koni mechanicznych (KM). Napęd podwodny zapewniały dwa silniki elektryczne o łącznej mocy 1800 KM. Dwuśrubowy układ napędowy pozwalał osiągnąć prędkość 15 węzłów na powierzchni i 9 węzłów w zanurzeniu. Zasięg wynosił 7700 Mm przy prędkości 9 węzłów (6400 Mm przy 12 węzłach lub 3000 Mm przy 15 węzłach) w położeniu nawodnym oraz 70 Mm przy prędkości 5 węzłów pod wodą. Zbiorniki paliwa mieściły 116 ton oleju napędowego (plus 51 ton w zbiornikach balastowych), a energia elektryczna magazynowana była w bateriach akumulatorów typu D liczących 248 ogniw. Dopuszczalna głębokość zanurzenia wynosiła 80 metrów, a autonomiczność 30 dób.
Okręt wyposażony był w 10 wyrzutni torped kalibru 550 mm: cztery wewnętrzne na dziobie, dwie na rufie oraz dwa podwójne obrotowe zewnętrzne aparaty torpedowe (zamontowane przed i za kioskiem), z łącznym zapasem 16 torped. Uzbrojenie artyleryjskie stanowiło działo pokładowe kal. 100 mm M1925 L/50 oraz dwa karabiny maszynowe kal. 8 mm (2 x I).
Załoga okrętu składała się z 51 oficerów, podoficerów i marynarzy.

## Służba
W latach 1935–1937 okręt przeszedł gruntowny remont, połączony z wymianą siłowni. W momencie wybuchu II wojny światowej okręt pełnił służbę na Morzu Śródziemnym, wchodząc w skład 11. dywizjonu 6. eskadry 4. Flotylli stacjonującej w Bizercie, a następnie został przeniesiony do Bejrutu. Dowódcą jednostki był w tym okresie kpt. mar. J.H. Cloarec. 11 czerwca 1940 roku okręt powrócił w rejon Bizerty, cumując w Susie. W momencie podpisania francusko-niemieckiego zawieszenia broni okręt znajdował się na patrolu, a jego dowódca zignorował rozkaz admirała Darlana z 17 czerwca zakazujący zawijania do portów brytyjskich i udał się na Maltę. Okręt wszedł w skład sił morskich Wolnych Francuzów. 15 grudnia 1940 roku „Narval” wszedł na minę i zatonął na wysokości Dżuzur Karkana w Tunezji.